# 17 août
Pour les articles homonymes, voir Dix-Sept-Août.
17 juillet 17 septembre
Chronologies thématiques
- Croisades
- Ferroviaires
- Sports
- Disney
- Anarchisme
- Catholicisme

Abréviations / Voir aussi
- (° 1852) = né en 1852
- († 1885) = mort en 1885
- a.s. = calendrier julien
- n.s. = calendrier grégorien
- Calendrier
- Calendrier perpétuel
- Liste de calendriers
- Naissances du jour

Le 17 août ou 17 aout est le 229e jour de l'année du calendrier grégorien, ou le 230e lorsqu'elle est bissextile.
C'était généralement le 30e et dernier jour du mois de thermidor du calendrier républicain, officiellement dénommé « jour du moulin ».

## Événements

### Xesiècle
- 986 : victoire décisive du tsar Samuel sur Basile II, à la bataille des Portes de Trajan, pendant les guerres byzantino-bulgares.

### XVesiècle
- 1424 : bataille de Verneuil-sur-Avre (guerre de Cent Ans).

### XVIesiècle
- 1585 : victoire de l'empire espagnol, avec la fin du siège d'Anvers, pendant la guerre de Quatre-Vingts Ans.

### XVIIesiècle
- 1668 : un violent séisme de magnitude 8,0 frappe l'Anatolie du Nord provoquant environ de 8 000 morts.

### XVIIIesiècle
- 1717 : victoire du Saint-Empire, au siège de Belgrade.
- 1758 : capitulation de Port-la-Joye, et début de la déportation de l'île Saint-Jean.
- 1775 : reconnaissance, par le pape Pie VI, de l'apparition mariale de Notre-Dame de Šiluva, en Lituanie, survenue en 1608[2].

### XIXesiècle
- 1812 : bataille de Smolensk (campagne de Russie).
- 1864 : bataille de Gainesville (guerre de Sécession).

### XXesiècle
- 1918 : début de l'offensive française sur l'Ailette (Première Guerre mondiale).
- 1930 : accord de Saint-Sébastien.
- 1943 : conférence de Québec (Seconde Guerre mondiale).
- 1945 : proclamation d'indépendance de l'Indonésie.
- 1946 : Tomás Monje Gutiérrez devient président de la Bolivie.
- 1950 : massacre de la colline 303 (guerre de Corée).
- 1960 : indépendance du Gabon.
- 1999 : un violent séisme de magnitude 7,6 frappe l'Izmit provoquant environ de 17 118 morts.

### XXIesiècle
- 2012 : condamnation de trois des membres du groupe de punk rock féministe russe Pussy Riot à deux ans de prison dans un camp de travail[3].
- 2018 : au Pakistan, l'ancien champion du monde de cricket Imran Khan est nommé Premier ministre, après la victoire de son parti aux législatives.

## Arts, culture et religion
- 1740 : élection du pape Benoît XIV (Prospero Lambertini, de son vrai nom).
- 1945 : le Britannique George Orwell publie le roman La Ferme des animaux qui figure dans la liste des cent meilleurs romans de langue anglaise écrits de 1923 à 2005 par le magazine Time[4].
- 2016 : le maire de New York Bill de Blasio proclame ce jour (pour cette année-là uniquement) comme étant le « Manuel Rodriguez Sr. Day », en reconnaissance de ses contributions à l'art et à la société[5].

## Sciences et techniques
- 2012 : la chercheuse française Emmanuelle Charpentier et sa collègue américaine Jennifer Doudna décrivent, dans la revue Science, un nouvel outil révolutionnaire pour modifier le génome, des sortes de ciseaux moléculaires capables de couper l'ADN à un endroit bien précis, afin d'opérer des modifications génétiques, et espérer soigner ainsi des maladies rares[6].
- 2016 : en Angleterre, le plus gros aéronef du monde, l’Airlander 10, prend son premier envol.

## Économie et société
- 2017 : en Catalogne, un attentat à la voiture-bélier cause la mort de 14 personnes, et en blesse une centaine d'autres, sur la Rambla de Barcelone.
- 2019 : en Afghanistan, un attentat suicide, lors d'un mariage à Kaboul, fait 80 morts et 180 blessés[7].
- 2024 : en Indonésie, le jour de la fête nationale, la ville nouvelle de Nusantara devient la capitale à la place de Jakarta[8].

## Naissances

### XVIesiècle
- 1578 : Francesco Albani dit « L'Albane », peintre italien († 4 octobre 1660).

### XVIIesiècle
- 1601 : Pierre de Fermat, mathématicien français († 12 janvier 1665).
- 1629 : Jean III Sobieski, roi de Pologne et grand-duc de Lituanie de 1674 à 1696 († 17 juin 1696).
- 1699 : Bernard de Jussieu, botaniste français († 6 novembre 1777).

### XVIIIesiècle
- 1732 : François-Germain Le Rouvillois, député du clergé aux états généraux de 1789 († inconnue).
- 1743 : Julien Louis Geoffroy, écrivain et critique dramatique et littéraire français († 27 février 1814).
- 1767 : Éloi Charlemagne Taupin, militaire français († 10 avril 1814).
- 1768 : Louis Charles Antoine Desaix, militaire français († 14 juin 1800).
- 1782 : Pierre-Luc-Charles Ciceri, peintre et décorateur de théâtre français († 22 août 1868).
- 1786 : 
  - Davy Crockett, militaire et homme politique américain († 6 mars 1836).
  - Victoire de Saxe-Cobourg-Saalfeld, épouse d’Édouard-Auguste de Kent, parents de la Reine Victoria († 16 mars 1861).
- 1798 : Anton Delvig, poète, traducteur et journaliste russe († 26 janvier 1831).

### XIXesiècle
- 1827 : Camille Raspail, médecin et homme politique français († 26 mai 1893).
- 1843 : Mariano Rampolla del Tindaro, prélat italien, cardinal secrétaire d'État du pape Léon XIII († 16 décembre 1913).
- 1844 : Ménélik II d'Éthiopie, empereur d'Éthiopie de 1889 à 1913 († 12 décembre 1913).
- 1846 : Marie Jaëll, pianiste, compositrice et pédagogue française († 4 février 1925).
- 1863 : Gene Stratton-Porter, romancière et photographe naturaliste américaine († 6 décembre 1924).
- 1879 : Samuel Goldwyn, producteur américain († 31 janvier 1974).
- 1887 : 
  - Charles Ier d'Autriche, dernier empereur de la lignée des Habsbourg, ayant régné de 1916 à 1918 († 1er avril 1922).
  - Marcus Garvey, militant de la cause noire américain († 10 juin 1940).
- 1888 : Monty Woolley, acteur américain († 6 mai 1963).
- 1890 : Harry Hopkins, homme politique américain, concepteur du New Deal († 29 janvier 1964).
- 1893 : Mae West, actrice américaine († 22 novembre 1980).
- 1897 : María Angélica Pérez, religieuse argentine, bienheureuse († 20 mai 1932).

### XXesiècle
- 1903 : Raoul Follereau, écrivain et journaliste français († 6 décembre 1977).
- 1907 : Roger Peyrefitte, écrivain et historien français († 5 novembre 2000).
- 1909 :
  - Larry Clinton (en), trompettiste, chef d'orchestre et arrangeur américain († 2 mai 1985).
  - Raoul Motoret, écrivain français († 17 mars 1978).
- 1911 : Mikhaïl Botvinnik (en russe : Михаил Моисеевич Ботвинник), joueur d'échecs soviétique puis russe († 5 mai 1995).
- 1913 : William Mark Felt dit « Gorge profonde », dirigeant du FBI († 18 décembre 2008).
- 1919 : Georgia Gibbs, chanteuse américaine († 9 décembre 2006).
- 1920 : Maureen O'Hara, actrice irlandaise († 24 octobre 2015).
- 1923 : Robert Sabatier, écrivain et poète français († 28 juin 2012).
- 1925 : Xavier Nicole, adolescent résistant français pendant la Seconde Guerre mondiale († 21 septembre 1990).
- 1926 : Jean Poiret, comédien français († 14 mars 1992).
- 1927 : Jacques Herlin, acteur français († 7 juin 2014).
- 1928 : Thomas Jefferson Anderson, compositeur et professeur de musique afro-américain
- 1929 : Francis Gary Powers, militaire américain († 1er août 1977).
- 1930 : Louis Costel, prêtre et écrivain français († 28 mai 2002).
- 1932 :
  - Duke Pearson, musicien américain († 4 août 1980).
  - Jean-Jacques Sempé, illustrateur français († 11 août 2022).
- 1933 : 
  - Glenn Corbett, acteur américain († 16 janvier 1993).
  - Tom Courtney, athlète américain spécialiste du demi-fond († 22 août 2023).
  - Eugene Francis « Gene » Kranz, ingénieur américain, directeur de vol et dirigeant de la NASA.
  - Kenny Sears, basketteur américain († 23 avril 2017).
- 1935 : 
  - Renée Legrand, speakerine française († 17 septembre 1995).
  - Katalin Szőke, nageuse hongroise, championne olympique († 27 octobre 2017).
- 1939 :
  - Luther Allison, guitariste et chanteur de blues américain († 12 août 1997).
  - Ronald «Chico» Maki, joueur de hockey sur glace canadien († 24 août 2015).
- 1941 :
  - Jean-Pierre Lefebvre, acteur, réalisateur et scénariste québécois.
  - Boog Powell, joueur de baseball professionnel américain.
- 1942 : Michel Creton, acteur français.
- 1943 : Robert De Niro, acteur américain.
- 1946 : Didier Sandre, acteur et metteur en scène français.
- 1947 : Gary Talley (en), guitariste, chanteur et compositeur américain du groupe The Box Tops.
- 1948 : Allain Bougrain-Dubourg, journaliste, producteur, réalisateur de télévision et militant français.
- 1949 :
  - Julian Fellowes, romancier, acteur, scénariste, producteur et réalisateur anglais.
  - Sib Hashian (en), batteur américain du groupe Boston († 22 mars 2017).
- 1951 : Javier Buendía, rejoneador espagnol.
- 1952 :
  - Heiner Goebbels, compositeur allemand.
  - Thomas John Hennen, astronaute américain.
  - Nelson Piquet, pilote de F1 brésilien.
  - Kathryn C. Thornton, astronaute américaine.
  - Guillermo Vilas, joueur de tennis argentin.
- 1953 :
  - Herta Müller, romancière allemande d’origine roumaine, prix Nobel de littérature en 2009.
  - Robert Brent Thirsk, astronaute canadien.
- 1954 :
  - Andrés Pastrana Arango, homme politique, diplomate et journaliste colombien, président de la République de Colombie de 1998 à 2002.
  - Eric Johnson, musicien américain.
- 1957 : Pete Peeters, joueur de hockey sur glace canadien.
- 1958 :
  - Belinda Carlisle, chanteuse américaine.
  - Sergueï Krikaliov (Сергей Константинович Крикалёв), cosmonaute russe.
- 1959 : David Koresh, chef religieux américain († 19 avril 1993).
- 1960 :
  - Rita Chowdhury, poétesse et romancière indienne ;
  - Stephan Eicher, chanteur suisse.
  - Sean Penn, acteur américain.
- 1961 : Kati Outinen, actrice finlandaise.
- 1962 : Gilby Clarke, musicien américain, guitariste du groupe Guns N' Roses.
- 1963 : Maritza Martén, athlète cubaine spécialiste du lancer du disque, championne olympique.
- 1964 :
  - Colin James, guitariste et chanteur canadien.
  - Jorginho, footballeur brésilien.
- 1966 :
  - Rodney Mullen, skateboardeur américain.
  - Don Sweeney, joueur puis gestionnaire de hockey sur glace canadien.
- 1967 :
  - David Conrad, acteur américain.
  - Richard Ruben, humoriste belge.
- 1968 : 
  - Anja Fichtel, fleurettiste allemande, double championne olympique.
  - José Luis Ballester, navigateur espagnol, champion olympique.
- 1969 : 
  - Donnie Wahlberg, acteur et chanteur américain des New Kids on the Block.
  - Christian Laettner, joueur et entraîneur de basket-ball américain, champion olympique.
- 1970 : 
  - Jim Courier, joueur de tennis américain.
  - István Kovács, boxeur hongrois, champion olympique.
- 1971 : Jorge Posada, joueur de baseball portoricain.
- 1973 : Mickaël Pagis, footballeur français.
- 1974 : Niclas Jensen, footballeur danois.
- 1975 : « Saleri », matador espagnol.
- 1976 : Marcelo Moraes Caetano, écrivain, pianiste et professeur brésilien.
- 1977 :
  - Edu del Prado, acteur et musicien espagnol († 23 juin 2018).
  - William Gallas, footballeur français.
  - Thierry Henry, footballeur français.
  - Daniel Pancu, footballeur roumain.
  - Tarja Turunen, chanteuse lyrique et compositrice finlandaise du groupe Nightwish.
- 1978 : Mehdi Baala, athlète français.
- 1979 :
  - Julien Escudé, footballeur français.
  - Simon Taylor, joueur de rugby écossais.
- 1980 :
  - Manuele Blasi, footballeur italien.
  - Pierre Caillet, joueur de rugby français.
  - Daniel Güiza, footballeur espagnol.
  - Jan Kromkamp, footballeur néerlandais.
  - Lene Marlin, chanteuse norvégienne.
- 1981 : Ali Zougagh, footballeur algérien
- 1982 :
  - Mark Salling, acteur américain († 30 janvier 2018).
  - Karim Ziani, footballeur franco-algérien.
- 1983 : Dustin Pedroia, joueur de baseball américain.
- 1986 :
  - Bryton McClure : acteur américain.
  - Rudy Gay, basketteur américain.
  - Jonathan Lacourt, footballeur français.
  - Julien Quercia, footballeur français.
- 1987 : Artus, humoriste et comédien français.
- 1988 : Brady Corbet, acteur américain.
- 1990 : Rachel Hurd-Wood, actrice britannique.
- 1991 :
  - Levan Chilachava, rugbyman géorgien.
  - Dillon Overton, joueur de baseball américain.
  - Marion Rousse, coureuse cycliste française.
- 1992 :
  - Britani Knight (Saraya-Jade Bevis dite), catcheuse américaine d'origine anglaise.
  - Denis Kudla, joueur de tennis américain.
- 1993 : Ederson, footballeur brésilien.
- 1994 : Tiémoué Bakayoko, footballeur franco-ivoirien.
- 1995 : Adam Schriemer, joueur canadien de volley-ball.
- 2000 : 
  - Álvaro Barreal, footballeur argentin.
  - Thomas Gachignard, cycliste sur route français.
  - Ngeno Kipngetich, athlète de demi-fond kényan.
  - Maurice Malone, footballeur allemand.
  - Lil Pump, rappeur américain.
  - Hrvoje Smolčić, footballeur croate.

### XXIesiècle
- 2001 :
  - Alex Douglas, footballeur suédois.
  - Daniss Jenkins, basketteur américain.
- 2002 : Oscar Uddenäs, footballeur suédois.
- 2003 : 
  - Rayan Cherki, footballeur franco-algérien.
  - Melchie Dumornay, footballeuse haïtienne.
  - Shinya Nakano, footballeur japonais.
  - Fredrik Sjøvold, footballeur japonais.
  - The Kid Laroi, chanteur, rappeur et auteur-compositeur-interprète australien.
  - Riku Yamane, footballeur japonais.
- 2004 :
  - Tina Clayton, athlète de sprint jamaïcaine.
  - Ognjen Mimović, footballeur serbe.
  - Demir Ege Tıknaz, footballeur turc.
- 2007 : Gabriel Carvalho, footballeur brésilien.

## Décès

### XIVesiècle
- 1304 : Go-Fukakusa (四条天皇) ou Go-Fukakusa Tennō (後深草天皇), 89e empereur du Japon de 1246 à 1259 (° 28 juin 1243).
- 1387 : Milon / Miles de Dormans (° vers 1343 ?).

### XVesiècle
- 1424 : Guillaume II de Narbonne, noble et militaire français.

### XVIesiècle
- 1553 : Charles II, duc de Savoie (° 10 octobre 1486).

### XVIIesiècle
- 1673 : Reinier de Graaf, médecin et anatomiste néerlandais (° 30 juillet 1641).

### XVIIIesiècle
- 1777 : Giuseppe Scarlatti, compositeur italien (° 1718 ou 1723).
- 1786 : Frédéric II, roi de Prusse de 1740 à sa mort (° 24 janvier 1712).

### XIXesiècle
- 1826 : Edmée Brucy, artiste-peintre française (° 9 mai 1795
- 1832 : Pierre Daumesnil, général français lors du Premier Empire et de la Restauration (° 27 juillet 1776).
- 1838 : Lorenzo da Ponte, librettiste italien (° 10 mars 1749).
- 1850 : José de San Martín, militaire argentin (° 25 février 1778).
- 1886 :
  - Alexandre Boutlerov, chimiste russe (° 15 septembre 1828).
  - Henry O'Rielly, entrepreneur américain (° 6 février 1806).
  - Victor Pavie, écrivain français (° 1808).

### XXesiècle
- 1924 : Pavel Samuilovich Urysohn, mathématicien ukrainien (° 2 février 1898).
- 1925 : Ioan Slavici, écrivain et traducteur roumain (° 18 janvier 1848).
- 1942 : Irène Némirovsky, romancière ukrainienne de langue française (° 24 février 1903).
- 1944 : Paul Wormser, champion olympique d'escrime et résistant français (° 11 juillet 1905).
- 1947 : Wilhelm Uhde, collectionneur, marchand et critique d'art allemand (° 28 octobre 1874).
- 1951 : Louis Jouvet, comédien français (° 24 décembre 1887).
- 1955 : Fernand Léger, peintre français (° 4 février 1881).
- 1958 : Florent Schmitt, compositeur français académicien ès beaux-arts (° 28 septembre 1870).
- 1959 : Pierre Paulus, peintre belge (° 16 mars 1881).
- 1962 : Peter Fechter, Est-Allemand tué au pied du Mur de Berlin (° 14 janvier 1944).
- 1963 : Richard Barthelmess, acteur américain (° 9 mai 1895)
- 1969 :
  - Ludwig Mies van der Rohe, architecte allemand (° 27 mars 1886).
  - Otto Stern, physicien allemand, prix Nobel de physique en 1943 (° 17 février 1888).
- 1973 :
  - Jean Barraqué, musicien français (° 17 janvier 1928).
  - Paul Williams, chanteur américain du groupe The Temptations (° 2 juillet 1939).
- 1974 : Aldo Palazzeschi, poète et romancier italien (° 2 février 1885).
- 1977 : Roger Nicolas, humoriste français (° 16 janvier 1919).
- 1979 : Vivian Vance, actrice américaine (° 26 juillet 1909).
- 1983 : Ira Gershwin, parolier américain (° 6 décembre 1896).
- 1987 : Rudolf Hess, homme politique allemand, chef de la chancellerie du NSDAP, de 1933 à 1941 (° 26 avril 1894).
- 1988 : Victoria Shaw, actrice américaine d’origine australienne (° 25 mai 1935).
- 1990 : Pearl Bailey, chanteuse et actrice américaine (° 29 mars 1918).
- 1993 : 
  - Pierre Desgraupes, journaliste et dirigeant français d'une chaîne de télévision (° 18 décembre 1918).
  - Phil Seymour, musicien américain (° 15 mai 1952).
- 1994 : Jack Sharkey, boxeur américain (° 26 octobre 1902).
- 1996 : Witold Urbanowicz, pilote de chasse polonais (° 30 mars 1908).
- 1997 : Secondo Magni, cycliste sur route italien (° 24 mars 1912).
- 1998 :
  - Tameo Ide (井出 多米夫), footballeur japonais (° 27 novembre 1908).
  - Paul Thillard, homme politique français (° 19 mars 1911).
  - Johnny Lipon, joueur de baseball puis dirigeant sportif américain (° 10 novembre 1922).
  - Władysław Komar, athlète de lancer de poids polonais (° 11 avril 1940).
  - Tadeusz Ślusarski, athlète de saut à la perche polonais (° 19 mai 1950).
- 2000 : Franco Donatoni, compositeur italien (° 9 juin 1927).

### XXIesiècle
- 2002 : Roger Piel, cycliste sur piste et sur route français (° 28 juin 1921).
- 2003 : Roland Giguère, écrivain, peintre et graveur québécois (° 4 mai 1929).
- 2004 : 
  - Thea Astley, romancière australienne (° 25 août 1925).
  - Frank Cotroni, mafieux québécois (° 1931).
- 2006 : 
  - André Dequae, homme politique belge (° 3 novembre 1915).
  - Bernard Rapp, journaliste et réalisateur français (° 17 février 1945).
- 2007 : 
  - William Deedes, journaliste et homme politique britannique (° 1er juin 1913).
  - Eddie Griffin, basketteur américain (° 30 mai 1982).
  - Lucien Jarraud, animateur de radio québécois d’origine française (° 7 septembre 1922).
- 2008 :
  - Georges Barrier, réalisateur de télévision français (° 18 novembre 1933).
  - Franco Sensi, homme d'affaires italien (° 29 juillet 1926).
- 2009 : Grażyna Miller, poétesse polono-italienne (° 29 janvier 1957).
- 2010 :
  - Francesco Cossiga, homme d'État italien (° 26 juillet 1928).
  - Ludvík Kundera, poète, dramaturge, essayiste et historien tchécoslovaque puis tchèque (° 22 mars 1920).
  - François Marcantoni, résistant puis gangster français (° 28 mai 1920).
- 2011 :
  - Michel Mohrt, romancier français académicien (° 28 avril 1914).
  - Pierre Quinon, perchiste français (° 20 février 1962).
- 2012 : 
  - Anne Fillon (née Anne Soulet), historienne moderniste française (° 6 novembre 1931).
  - Patrick Ricard, homme d’affaires et industriel français, P-DG du groupe Pernod-Ricard (° 12 mai 1945).
- 2013 : Christian-Philippe Chanut, aumônier de la maison de France (° 7 août 1948).
- 2014 : Pierre Vassiliu, chanteur français (° 23 octobre 1937).
- 2017 : 
  - Sonny Landham, acteur américain (° 11 février 1941).
  - Fadwa Suleiman, actrice syrienne (° 17 mai 1970).
- 2018 : Vanesa Campos, travailleuse du sexe, trans, migrante, sans papier, originaire du Pérou (° 1982).
- 2019 : Michel de Decker, écrivain et chroniqueur français spécialisé en histoire (° 23 janvier 1948).
- 2020 : Elsa Quarta (it), chanteuse italienne (° 27 novembre 1938).
- 2021 : 
  - Rock Demers, Ágnes Hankiss, Rodrigo Paz, Maurice Vandeweyer ;
  - Paulão, joueur angolais de football (° 22 octobre 1969).
- 2022 : Yvan Buravan, Farid Makari.
- 2023 :
  - Karol J. Bobko, astronaute américain (° 23 décembre 1937).
  - John Devitt, nageur australien (° 4 février 1937).
  - Robert Ekelund, économiste américain (° 20 septembre 1940).
  - Rose Gregorio, actrice américaine (° 17 octobre 1925).
  - Olivier Guillot, historien français (° 3 avril 1932).
  - Jean-Pierre Huser, musicien, chanteur, compositeur et artiste peintre suisse (° ).
  - David Ostrosky, acteur mexicain (° 13 septembre 1956).
  - Gudrun Pflüger, fondeuse et coureuse de fond autrichienne (° 18 août 1972).
  - Christian Puibaraud, rameur d'aviron français (° 21 février 1938).
  - Guillermo Timoner, coureur cycliste espagnol (° 24 mars 1926).
  - Gary Young, batteur, auteur-compositeur-interprète américain (° 3 mai 1953).
- 2024 :
  - Pierre Cartier, mathématicien français (° 10 juin 1932).
  - Helen Fisher, anthropologue américaine (° 31 mai 1945).
  - Truus Hennipman, athlète de sprint néerlandaise (° 15 juin 1943).
  - Silvio Santos, présentateur de télévision et homme d'affaires brésilien (° 12 décembre 1930).
  - Claude Weber, ichtyologiste suisse (° 7 juin 1946).

## Célébrations

### Nationales
- Bolivie : día de la bandera ou « journée du drapeau », depuis 1825.
- Gabon : fête nationale ou de l'indépendance vis-à-vis de la France en 1960.
- Indonésie : fête nationale, commémorant la proclamation de l'indépendance vis-à-vis des Pays-Bas en 1945.
- Slovénie : dan združitve prekmurskih Slovencev z matičnim narodom po prvi svetovni vojni ou « incorporation des Slovènes de la région de Prekmurje dans la mère patrie après la Première Guerre mondiale ».

### Religieuses
- Rome antique : Portunalia.
- Mouvement rastafari (Éthiopie, Jamaïque et leurs diasporas) : naissance en 1887 ci-avant de l'Américain Marcus Garvey considéré comme un prophète de l'obédience.

### Saints des Églises chrétiennes

#### Saints catholiques et orthodoxes du jour
Les saints ci-après sont référencés sur le site Nominis de la Conférence des évêques de France :
- Amor d'Amorbach (VIIIe siècle), Abbé bénédictin.
- Carloman (° vers 715 - † 754 ou 756), fils de Charles Martel, et frère aîné de Pépin le Bref au profit duquel il dut se retirer en 747, pour devenir moine au Mont-Cassin, où il devint cuisinier et berger.
- Élie († 903) dit « le Jeune », natif d'Enna en Sicile, esclave des Sarrasins en Afrique du Nord, puis moine en Calabre, thaumaturge du monachisme italo-grec.
- Jéron († v. 856) Prêtre et martyr
- Mammès († v. 274) Ermite martyr en Cappadoce.
- Myron (IIIe siècle) Martyr.

#### Saints et bienheureux catholiques du jour
Les saints et bienheureux ci-après sont référencés sur le site Nominis de la Conférence des évêques de France :
- Albert de Chiatina († 1202), bienheureux prêtre italien.
- Angelo di Agostino Mazzinghi (1385, 1438), père carme à Florence.
- Béatrice de Silva († 1492), fondatrice l'ordre de l'Immaculée Conception.
- Claire de Montefalco († 1308), abbesse de l'ordre de Saint-Augustin.
- Eusèbe († 309 ou 310), d'origine gréco-sarde et sans doute médecin, 31e (éphémère) pape d'environ 308 à peut-être son exil en 309 où sa mort en Sicile ci-avant, célébré jadis les 26 septembre plus tard que 17 août (voir aussi 14 août pour un ou deux [autre(s)] Saint Eusèbe à dictons).
- Henri Canadell († 1936) Prêtre martyr en Espagne.
- Hyacinthe de Cracovie (1185 - 1257), né en Silésie et chanoine de Cracovie, frère prêcheur dominicain en Pologne.
- Jacques Kyushei Tomonaga († 1633) Martyrs à Nagasaki
- Jeanne Delanoue (1666 - 1736), fondatrice des Sœurs de Sainte-Anne de la Providence.
- Largi († 1813) Martyr
- Leopoldina Naudet († 1834) bienheureuse, Religieuse italien, Fondatrice des religieuses de la Sainte Famille de Vérone
- Marie-Elisabeth Turgeon († 1881) bienheureuse, Religieuse canadienne, Fondatrice des Sœurs de Notre-Dame du Saint-Rosaire
- Michel Kurobioye († 1633) Martyrs à Nagasaki
- Nicolas Politi († 1157) Bienheureux, Ermite sur l'Etna à Monte Calanna en Sicile
- Noël-Hilaire Le Conte († 1794) Martyr à Rochefort
- Thomas de Victor († 1133) Bienheureux moine français.

Saints orthodoxes du jour
- Alypios (XIe siècle) Moine iconographe
- Démétrios le Jeune († 1808) - ou « Dimitrios » -, moine de Samarine, en Épire, martyr par la main des Turcs musulmans.

### Fête du prénom
Selon le Dictionnaire des prénoms de Chantal Tanet et Tristan Hordé, le prénom Hyacinthe est célébré le 17 août. Selon l'ouvrage Tous les prénoms de Jean-Maurice Barbé, le prénom Carloman est également célébré, tout comme le prénom Libérat, d'après le Dictionnaire universel des sciences ecclésiastiques de Jean-Baptiste Glaire.

## Traditions et superstitions

### Dicton
« À la Saint-Hyacinthe, on peut semer sans crainte. »

### Astrologie
Signe du zodiaque : vingt-sixième jour du signe astrologique du lion.

## Toponymie
Les noms de plusieurs voies, places, sites ou édifices de pays ou régions francophones contiennent cette date sous différentes graphies possibles : voir Dix-Sept-Août .